# Asociación Chuquisaqueña de Fútbol
La Asociación Chuquisaqueña de Fútbol (Associazione calcistica di Chuquisaca, abbreviato in ACHF) è una federazione boliviana di calcio. Affiliata alla Federación Boliviana de Fútbol, sovrintende all'organizzazione del campionato dipartimentale di Chuquisaca.

## Storia
Fu fondata il 3 luglio 1914, circa cinque mesi dopo l'Asociación de Fútbol La Paz, la prima federazione dipartimentale di Bolivia. Il primo presidente dell'ACHF fu Julien Fischer, mentre il fondatore fu Aniceto Solares. La massima serie di Chuquisaca porta la denominazione Primera "A".

## Albo d'oro Primera "A"
Dal 1990
| Anno      | Campione                |
| --------- | ----------------------- |
| 1990      | Universitario           |
| 1991      | Universitario de Sucre  |
| 1992      | Universitario de Sucre  |
| 1993      | Universitario de Sucre  |
| 1994      | Universitario de Sucre  |
| 1995      | Universitario de Sucre  |
| 1996      | Universitario de Sucre  |
| 1997-1999 | ?                       |
| 2000      | Stormer's               |
| 2001      | Guarani                 |
| 2002      | Fancesa                 |
| 2003      | ?                       |
| 2004      | Universitario de Sucre  |
| 2005      | Universitario de Sucre  |
| 2006      | Fancesa                 |
| 2007      | Fancesa                 |
| 2008      | Fancesa                 |
| 2009      | Fancesa                 |
| 2010      | Independiente Petrolero |